# Хешдеу
Хешдеу (рум. Hășdău) — село у повіті Хунедоара в Румунії. Входить до складу комуни Топліца.
Село розташоване на відстані 298 км на північний захід від Бухареста, 28 км на південний захід від Деви, 141 км на південний захід від Клуж-Напоки, 115 км на схід від Тімішоари.

## Населення
За даними перепису населення 2002 року у селі проживали 395 осіб, з них 394 особи (99,7%) румунів. Усі жителі села рідною мовою назвали румунську.